# Relief (artă)

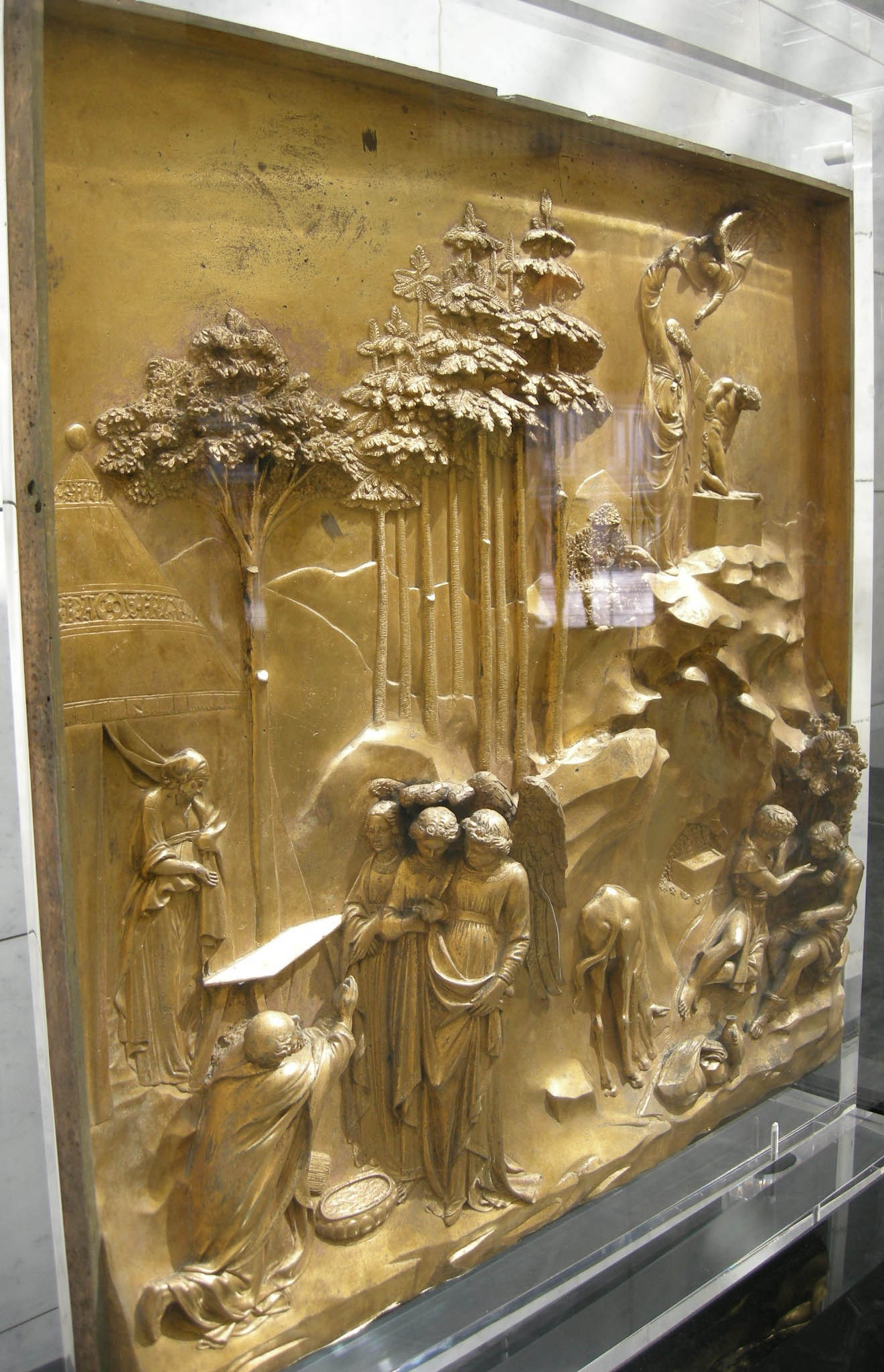
Vedere laterală a Porților Paradisului ale lui Lorenzo Ghiberti, făcute din bronz aurit, în Florența (Italia), combinând figurile principale în altorelief cu fundalurile în mare parte în basorelief

Reliefurile artistice sunt sculpturi care prezintă subiectul respectiv ca volum detașat (ridicat, ieșit în relief) față de o suprafață. Reliefurile se folosesc deseori la decorarea obiectelor și clădirilor.

## Categorii
După gradul de ieșire în relief (sau volum) față de fundal, ele se grupează în următoarele categorii:
- altoreliefuri (reliefuri înalte) — cu ieșire în volum mare, de exemplu cele ale Altarului din Pergamon, expus la Berlin.
- basoreliefuri - reliefuri joase, cu ieșire în volum mică; acestea se întâlnesc la multe popoare din antichitate;
- semireliefuri, reliefuri medii, nici prea ieșite în volum, nici prea joase.
- Un caz special sunt unele reliefuri egiptene antice scobite în material, formând astfel un „negativ”.